# Tayloria rubicaulis
Tayloria rubicaulis là một loài rêu trong họ Splachnaceae. Loài này được A.K. Kop. mô tả khoa học đầu tiên năm 1990.